# 19e cérémonie des BET Awards
La 19e cérémonie des BET Awards, organisée par la chaîne Black Entertainment Television, a lieu le 23 juin 2019 au Microsoft Theater de Los Angeles et récompense les meilleurs Afro-Américains et autres minorités dans divers domaines du divertissement au cours de l'année précédente.
La cérémonie est présentée pour la première fois par l'actrice Regina Hall,.

## Performances
- Cardi B et Offset - Clout et Press
- DaBaby - Suge
- Fantasia - Enough
- Lucky Daye - Roll Some Mo
- Lizzo - Truth Hurts
- Lil Nas X et Billy Ray Cyrus - Old Town Road
- City Girls - Act Up
- Lil Baby - Close Friends et Pure Cocaine
- H.E.R. et YBN Cordae - Lord Is Coming
- DJ Mustard et Migos - Pure Water
- Mary J. Blige - Medley de My Life, No More Drama, I'm Goin' Down, Real Love, Reminisce, You Remind Me, Be Happy, Love No Limit, I Can Love You (avec Lil' Kim), I'll Be There for You/You're All I Need to Get By (avec Method Man) et Just Fine
- DJ Khaled, Meek Mill, Lil Baby et Jeremih - Weather the Storm et You Stay
- Kiana Ledé - Ex
- Kirk Franklin, Jonathan McReynolds, Erica Campbell et Kelly Price - Love Theory
- Marsha Ambrosius, YG, DJ Khaled et John Legend - Hommage à Nipsey Hussle - Real Big, Last Time That I'd Checc'd et Higher

## Remettants
- Yara Shahidi – présente Best New Artist
- Irv Gotti, Justine Skye & Elijah Kelley – présente Young Stars Award
- Regina Hall – introduit Fantasia
- Raphael Saadiq – introduit Lucky Daye
- Anderson .Paak – présente Album of the Year
- Amanda Seales – présente Shine a Light à Candice Payne
- Rev. Al Sharpton – présente le Dr. Bobby Jones (en) Gospel Inspirational Award
- Larenz Tate & La La Anthony – présente Best Movie
- Jodie Turner-Smith, Melina Matsoukas, et Lena Waithe – présentent la bande-annonce en première mondiale pour Queen and Slim
- Marsai Martin – présente Best Actress
- Rihanna – remet le prix Lifetime Achievement Award à Mary J. Blige
- Ayesha Curry & Ne-Yo – présente Best International Act
- Jacob Latimore – présente le Coca-Cola Viewer's Choice Award
- Taraji P. Henson – remet le prix Ultimate Icon Award à Tyler Perry
- Morris Chestnut & Damson Idris – Éloge de John Singleton
- T.I. – remet le prix Humanitarian Award à la famille de Nipsey Hussle

## Palmarès
| Album de l'année (Album of the Year) | Album de l'année (Album of the Year) |
| --- | --- |
| - Invasion of Privacy – Cardi B - Astroworld – Travis Scott - Championships – Meek Mill - Ella Mai – Ella Mai - Everything Is Love – The Carters (Beyoncé et Jay-Z)                                                                                 | |
| Vidéo de l'année (Video of the Year) | Réalisateur de vidéo de l'année (Video Director of the Year) |
| - This Is America – Donald Glover - Money – Cardi B - Please Me – Cardi B et Bruno Mars - A Lot – 21 Savage featuring J. Cole - Nice for What – Drake - Apeshit – The Carters (Beyoncé et Jay-Z)                                                    | - Karena Evans - Benny Boom - Colin Tilley - Dave Meyers - Hype Williams |
| Meilleure artiste féminine de RnB (Best Female R&B Artist) | Meilleur artiste masculin de RnB (Best Male R&B Artist) |
| - Beyoncé - Ella Mai - H.E.R. - Solange - SZA - Teyana Taylor | - Bruno Mars - Anderson .Paak - Donald Glover - Chris Brown - John Legend - Khalid |
| Meilleure artiste féminin de hip-hop (Best Hip-Hop Female Artist) | Meilleur artiste masculin de hip-hop (Best Hip-Hop Male Artist) |
| - Cardi B - Megan Thee Stallion - Lizzo - Remy Ma - Kash Doll - Nicki Minaj | - Nipsey Hussle - 21 Savage - Drake - J. Cole - Meek Mill - Travis Scott |
| Meilleure collaboration (Best Collaboration) | Meilleur(e) nouvel(le) artiste (Best New Artist) |
| - Sicko Mode – Travis Scott featuring Drake - Please Me – Cardi B et Bruno Mars - I Like It – Cardi B, Bad Bunny & J. Balvin - Could've Been – H.E.R. featuring Bryson Tiller - A Lot – 21 Savage featuring J. Cole - Taste – Tyga featuring Offset | - Lil Baby - Blueface - City Girls - Juice Wrld - Queen Naija |
| Meilleur groupe (Best Group) | Choix du téléspectateur Coca-Cola (Coca-Cola Viewer's Choice) |
| - Migos - City Girls - Chloe x Halle - Lil Baby et Gunna - The Carters (Beyoncé et Jay-Z) | - Trip – Ella Mai - This Is America – Donald Glover - In My Feelings – Drake - I Like It – Cardi B, Bad Bunny & J. Balvin - Middle Child – J. Cole - Sicko Mode – Travis Scott featuring Drake                                              |
| YoungStars Award | BET Her Award |
| - Marsai Martin - Caleb McLaughlin - Lyric Ross - Michael Rainey Jr. - Miles Brown | - Hard Place – H.E.R. - Raise a Man – Alicia Keys - Level Up – Ciara - Pynk – Janelle Monáe - Mama's Hand – Queen Naija - Rose In Harlem – Teyana Taylor                                                                                    |
| Meilleure actrice (Best Actress) | Meilleur acteur (Best Actor) |
| - Regina King - Issa Rae - Regina Hall - Taraji P. Henson - Tiffany Haddish - Viola Davis | - Michael B. Jordan - Anthony Anderson - Chadwick Boseman - Denzel Washington - Mahershala Ali - Omari Hardwick |
| Meilleur film (Best Movie) | Meilleur(e) artiste de gospel (Best Gospel Artist) |
| - BlacKkKlansman : J'ai infiltré le Ku Klux Klan - Creed 2 - Si Beale Street pouvait parler - Spider-Man: New Generation - The Hate U Give : La Haine qu'on donne                                                                                   | - Blessing Me Again – Snoop Dogg featuring Rance Allen - All of My Life – Erica Campbell featuring Warryn Campbell - Tell Me Where It Hurts – Fred Hammond - Love Theory – Kirk Franklin - Never Alone – Tori Kelly featuring Kirk Franklin |
| Athlète féminine de l'année (Sportswoman of the Year) | Athlète masculin de l'année (Sportsman of the Year) |
| - Serena Williams - Allyson Felix - Candace Parker - Naomi Osaka - Simone Biles | - Stephen Curry - Kevin Durant - LeBron James - Odell Beckham Jr. - Tiger Woods |
| Meilleur artiste international (Best International Act: Europe) | Meilleure artiste international (Best International Act: Africa) |
| - Burna Boy (Nigeria) - Aya Nakamura (France) - AKA (Afrique du Sud) - Dave (Royaume-Uni) - Dosseh (France) - Giggs (Royaume-Uni) - Mr Eazi (Nigeria)                                                                                               | - Sho Madjozi (Afrique du Sud) - Headie One (Royaume-Uni) - Jok'Air (France) - Nesly (France) - Octavian (Royaume-Uni) - Teniola Apata (Nigeria)                                                                                            |

## Prix spéciaux
- Lifetime Achievement Award : Mary J. Blige[3]
- Humanitarian Award : Nipsey Hussle[4]
- Ultimate Icon Award : Tyler Perry[5]
- BET Shine A Light Award : Candice Payne[6]